# Motorola Edge 30 Pro
El Motorola Edge 30 Pro es un teléfono inteligente de gama alta fabricado por Motorola Mobility. Fue lanzado en marzo de 2022.

## Características

### Hardware
El Motorola Edge 30 Pro funciona con un Soc Qualcomm Snapdragon 8 Gen 1 que incluye tres CPU ARM Cortex-X2 1x 3GHz (Single-core) ARM Cortex-A710 3x 2.5GHz (Triple-core) ARM Cortex-A510 4x 1.79GHz (Quad-core) de con una pantalla de 6.7 pulgadas, cuenta con un procesador Octa-core a 3GHz, 2.5GHz y 1.79GHz con un GPU Adreno 730 con 12 GB de RAM y 256 GB de almacenamiento interno no expandible.
Tiene una pantalla OLED de 6.7 pulgadas con la resolución de 1080 x 2400 pixeles. Tiene tres cámaras traseras de 50 MP + 50 MP + 2 MP con una apertura de f/1.8, f/2.2 y f/2.4 y cuenta con autofoco y flash Led. La cámara frontal de 60 MP con una apertura de f/2.2 y cuenta con flash Led.

### Software
El Motorola Edge 30 Pro se vende con el sistemo operativo Android 12 y la interfaz de usuario My UX de Motorola.